# 笑っていいとも!春・秋の祭典スペシャル
『笑っていいとも!春・秋の祭典スペシャル』（わらっていいとも!はる・あきのさいてんスペシャル）は、2001年3月26日から2009年10月12日まで、春と秋のテレビ番組改編期の主に月曜日21:00 - 23:33（JST）にフジテレビ系列で生放送されていた『笑っていいとも!』の番組対抗特番である。モノラル放送、ハイビジョン制作が実施されていた。
総合司会は森田一義（タモリ）と火曜日レギュラーの中居正広が務めていた。進行はフジテレビアナウンサーが務める。通称は「春祭」、「秋祭」。

## 概要
『FNS番組対抗!なるほど!ザ・春秋の祭典スペシャル』（1983年春-1995年秋）、『FNS超テレビの祭典』（1996年春・秋）、『FNS番組対抗!春秋の祭典スペシャル』（1997年春-2000年秋）に次ぐフジテレビ春・秋の番組対抗特番。フジテレビ系列でその年の春・秋の新ドラマ出演者が番組毎にチームを組み、『笑っていいとも!』のオリジナル企画・コーナー・ゲームに挑戦し、優勝を競う。2000年秋まではドラマ以外のバラエティ・報道・情報等からも出場していたが本番組へのリニューアルに当たり『笑っていいとも!』以外は参加対象からは外されて、原則ドラマのみの参加となっている。また、番組名の頭に長らく付いていた『FNS番組対抗!』のフレーズも外されている。
番組オープニングでMCのタモリと中居が登場した際お互いの会話が聞こえない程の観客の歓声があるのも恒例となっている。その際タモリは毎回ドラマ出演者が登場すると我々（MC2人）は忘れられるという発言をしていた。
出場チームは主に『月9』、『火9』、『火10』（KTV制作）、『水9』（2003年春まで）、『木10』と、『笑っていいとも!』チームの計6チーム→2004年春から計5チームだったが、ここに2007年春の大会からは『土11』チームも加わり、再度計6チームでの対戦となった。なお、この番組はドラマ出演者をもてなすという意味合いから『笑っていいとも!』チームは優勝してはならないという暗黙のルールがあった。また、『笑っていいとも!』チームはゲームのお手本と称して毎回最初にゲームに挑戦させられていた。
最初のコーナーではまず各番組の番宣CMが流される。通常番宣CMが流れる事のない『笑っていいとも!』も特番の為だけに1回しか放送されない番宣CMを流している。
全てのコーナーが終了した時点で最も点数の高かったチームが総合優勝となり優勝賞金200万円が贈呈され、さらにエンディングコーナーの「いいとも選手権 スペシャル」にて挑戦できた。その優勝したチームの代表者1名がワイングラス数個にワインが入ったテーブルクロス引きに挑戦し、見事成功するとボーナス賞金100万円を獲得、失敗すると2位以下の全チームに25万円（20万円）ずつの山分けとなった。
2004年・2005年には年始にも1月の第1月曜日（基本的には1月クールの月9ドラマ開始前週）に『笑っていいとも!新春祭』が放送されていた（2006年1月からは「中居正広の(生)スーパードラマフェスティバル」。2007年からは夏ドラマも対象に加わり2009年まで放送されていた。）。
『笑っていいとも!』を冠した特番ではあるが、通常の生放送が行われていたスタジオアルタではなく、港区台場フジテレビ本社ビルのV4スタジオから生放送されていた。これは当番組の出演者がスケジュールの拘束が多いドラマ出演者であることや、ドラマを収録しているスタジオとの行き来だけで済むという利便性から、普段バラエティ番組に出演しない俳優をドラマ収録の合間に出演させることができるというの2つの理由からである。
スタジオセットについて、番組初期はスタジオアルタから当時の『いいとも!』の通常放送のセットをまるごと持ってきて組み立てていた。2005年から終了まではこの番組用の独自のスタジオセットで放送されていた。当番組終了後も毎年夏に生放送されていた『FNS27時間テレビ』内の「笑っていいとも!増刊号生スペシャル」のセットとして2011年まで使用された。
当番組のテーマ曲は、年末特番の『笑っていいとも!特大号』とも異なるバージョンの『ウキウキWatching』のアレンジバージョンが使用されており、CMジングル音としても使用された。ただし、エンディングおよび提供スポンサー表示では、『特大号』と同じバージョンが流れていた。
スポンサーは通常編成時の『月9』と『SMAP×SMAP』に準じているが、22時台はロート製薬の一社提供ではなく、1時間通しで同社が筆頭スポンサー（通常はないキャッチフレーズの読み上げを含む）となり、後半枠のスポンサーと合体した複数社提供となっている。
2009年秋の回を以って放送終了。『なるほど!ザ・春秋の祭典スペシャル』から数え26年半の『FNS春・秋の祭典スペシャル』シリーズの歴史に一旦ピリオドを打った。翌2010年春・秋は番組対抗戦を廃止した上で、トークを中心に据えた『夜の笑っていいとも!春・秋のドラマ特大号』を放送。以降、2011年春のスペシャルで番組対抗戦が一時復活したものの、この回をもって『いいとも!スペシャル』は放送を終了した。
その後、2017年秋から2020年春まで『FNS番組対抗 オールスター春・秋の祭典 目利き王決定戦』が放送されており、当番組終了以来途絶えていた『FNS春・秋の祭典スペシャル』シリーズが、8年ぶりに復活した。その後約2年中断した後、2022年春より本番組の総合司会を担当していた中居正広の司会による『春の番組対抗タイムリミットバトル ボカーン!』が新ドラマ対抗特番として放送されていた。2023年以降はフジテレビの新ドラマ対抗のクイズ・ゲーム路線はそれ以前から年1～2回程度の特番で放送されていた『クイズ・ドレミファドン!』に統合されることになった。

## 出演者

### 総合司会
- 森田一義（タモリ） - マイクの色は■青。
- 中居正広（当時SMAP）[8] - マイクの色は■緑→■黄色。

### 過去の総合司会
- 山田花子（2001年春）
- 久本雅美（2001年秋）

### 進行
以下は男性・女性フジテレビアナウンサー。その年によりアナウンサーが変更する。
| 開催年   | 春の大会   | 秋の大会   | 中継                     |
| -------- | ---------- | ---------- | ------------------------ |
| 2001年度 | 西山喜久恵 | 深澤里奈   |                          |
| 2002年度 | 大坪千夏   | 深澤里奈   |                          |
| 2003年度 | 深澤里奈   | 梅津弥英子 |                          |
| 2004年度 | 中野美奈子 | 中野美奈子 |                          |
| 2005年度 | 中野美奈子 | 中野美奈子 |                          |
| 2006年度 | 中野美奈子 | 中野美奈子 | 斉藤舞子（沖縄中継担当） |
| 2007年度 | 渡辺和洋   | 渡辺和洋   |                          |
| 2008年度 | 斉藤舞子   | 平井理央   |                          |
| 2009年度 | 平井理央   | 加藤綾子   |                          |

### アシスタント
- 放送回時点におけるいいとも青年隊

## 歴代優勝チーム 一覧表

### 歴代優勝チーム
| 開催年   | 春の大会                 | 秋の大会           |
| -------- | ------------------------ | ------------------ |
| 2001年度 | なし                     | スタアの恋         |
| 2002年度 | 整形美人。               | 天才柳沢教授の生活 |
| 2003年度 | マルサ!!東京国税局査察部 | 白い巨塔           |
| 2004年度 | 離婚弁護士               | ラストクリスマス   |
| 2005年度 | 曲がり角の彼女           | 1リットルの涙      |
| 2006年度 | アテンションプリーズ     | のだめカンタービレ |
| 2007年度 | 花嫁とパパ               | 医龍2              |
| 2008年度 | CHANGE                   | イノセント・ラヴ   |
| 2009年度 | アタシんちの男子         | リアル・クローズ   |

- 2001年春は優勝チームを決めず、コーナーチャンピオンチームに賞金50万円を賭けたボーナスゲームを行った。
- 2001年秋以降から優勝チームに200万円（2001年秋のみ100万円）獲得する上、代表者にボーナスゲーム・テーブルクロス引きに挑戦。成功すれば優勝チームにさらに100万円加算（最大300万円のチャンス）。しかし失敗すれば負けチームに100万円山分け（1チーム25万円（20万円の回もあった））。（ただし、2009年春の回は『テーブルクロス引き』から『アーチェリー』に変えたが、成功・失敗のときは引き続き2001年秋の以後のルールとなっている。）
- 2001年春・秋は山田花子（2001年春）と久本雅美（2001年秋）も司会者として出演していた。2002年春以降は森田・中居の2人だけで司会を担当している。
- 2002年春からは、爆笑問題が「笑っていいとも!」チームのレギュラーとして多数出演している（ただし、2004年秋・2008年秋は出演しなかった）。

## 放送時間の変遷
放送時間はすべて（JST）
| 開催年                      | 放送曜日 | 放送時間               | 備考                                         |
| --------------------------- | -------- | ---------------------- | -------------------------------------------- |
| 2001年「春」                | 月曜日   | 21:00 - 23:13（133分） |                                              |
| 2001年「秋」・2002年「春」  | 月曜日   | -                      |                                              |
| 2002年「秋」 - 2006年「春」 | 月曜日   | 21:00 - 23:24（144分） |                                              |
| 2006年「秋」                | 土曜日   | 21:00 - 23:24（144分） | 初の土曜日（『土曜プレミアム』枠）での生放送 |
| 2007年「春」 - 2009年「秋」 | 月曜日   | 21:00 - 23:33（153分） |                                              |

## 番組タイトルの変遷
- 「200X」のXには、放送年の下1桁が入る。

| 開催年           | 番組タイトル                                               |
| ---------------- | ---------------------------------------------------------- |
| 2001年（春）     | 笑っていいとも!春・秋の祭典★スペシャル                     |
| 2001年（秋）     | 笑っていいとも!春・秋の祭典★スペシャル                     |
| 2002年（春・秋） | 笑っていいとも!春・秋の祭典大スペシャル                    |
| 2002年（秋）     | 笑っていいとも!春・秋の祭典大スペシャル                    |
| 2003年（春）     | 笑っていいとも!春・秋の祭典★スペシャル                     |
| 2003年（秋）     | 笑っていいとも!春・秋の祭典★スペシャル                     |
| 2004年（春）     | 笑っていいとも!満開 春の祭典スペシャル                     |
| 2004年（秋）     | 笑っていいとも!2004秋の祭典★SP                             |
| 2005年（春）     | 笑っていいとも!05春の祭典★SP                               |
| 2005年（秋）     | 笑っていいとも!200X春・秋の祭典SP                          |
| 2006年（春）     | 笑っていいとも!200X春・秋の祭典SP                          |
| 2006年（秋）     | 笑っていいとも!200X春・秋の祭典SP                          |
| 2007年（春）     | 笑っていいとも!200X春・秋の祭典SP                          |
| 2007年（秋）     | 笑っていいとも!200X春・秋の祭典SP                          |
| 2008年（春）     | 笑っていいとも!200X春・秋の祭典SP                          |
| 2008年（秋）     | 笑っていいとも!200X春・秋の祭典SP                          |
| 2009年（春）     | 笑っていいとも!2009春の祭典 豪華ダジャレなぞなぞ笑撃映像SP |
| 2009年（秋）     | 笑っていいとも!秋の祭典スターの運勢占うぞSP                |

## 特記出場者

### 最多出場者
| ドラマチーム        | いいとも!チーム                          | いいとも!チーム |
| ------------------- | ---------------------------------------- | --------------- |
| 天海祐希（7回出場） | 爆笑問題（太田光・田中裕二）（14回出場） |                 |

### 最年長出場者
| 年齢順                               | 出場者                             |
| ------------------------------------ | ---------------------------------- |
| 1位                                  | 橋田壽賀子（2001年度「春」、75歳） |
| 2位                                  | 藤田まこと（2006年度「秋」、73歳） |
| 3位                                  | 宇津井健（2001年度「春」、70歳）   |
| （）内は出演した回と放送当時の年齢。 |                                    |

### 最年少出場者
| 年齢順                               | 出場者                                  |
| ------------------------------------ | --------------------------------------- |
| 1位                                  | えなりかずき（2001年度「秋」、17歳）    |
| 2位                                  | 仲里依紗（2008年度「春」、18歳6ヶ月）   |
| 3位                                  | 戸田恵梨香（2007年度「春」、18歳8ヶ月） |
| （）内は出演した回と放送当時の年齢。 |                                         |

## 視聴率
| 放送年                                             | 春    | 秋    |
| -------------------------------------------------- | ----- | ----- |
| 2001年                                             | 19.9% | 16.0% |
| 2002年                                             | 20.5% | 16.4% |
| 2003年                                             | 16.9% | 16.3% |
| 2004年                                             | 17.4% | 18.5% |
| 2005年                                             | 21.0% | 16.7% |
| 2006年                                             | 21.3% | 14.3% |
| 2007年                                             | 16.5% | 17.7% |
| 2008年                                             | 15.1% | 15.1% |
| 2009年                                             | 13.9% | 13.3% |
| （各年度の視聴率は関東地区・ビデオリサーチ社調べ） |       |       |

## 主なコーナー

### いいとも選手権 スペシャル
- 2001年秋にスタート。エンディング部分で、総合優勝チームの代表者1名がワイングラス数個にワインが入ったテーブルクロス引きに挑戦をする。見事成功するとボーナス賞金100万円を獲得、失敗すると2位以下のチームに25万円（20万円）ずつ山分けとなる。

成功するための3つのポイントは
1. 布をピンと張りシワを無くす
2. 布を斜め下に引く
3. とにかく素早く布を引く

### いいとも!アーチェリー
- 2004年秋にスタート。番組チーム代表者が挑戦し何点取れるかを競うものである。2006年春からは団体戦に変わっている。
- チームごとに代表者3名がアーチェリーで的を狙って撃つ[10]。
- 的の円の一番外側から中心に近づくにつれて、10点、30点、50点、100点、200点と点数が高くなる。的の中心200点の的には小型のカメラが内蔵されており、この小型カメラを撃つと弁償があるとタモリは言っていた。
- タモリが毎回ほら貝の声帯模写（時折尺八の場合もある）をするのが名物となっている。

| 回数  | 開催年度    | 歴代優勝チーム・優勝者                                                                                  | 備考 |
| ----- | ----------- | --- | --- |
| 第1回 | 2004年度 秋 | ラストクリスマス（織田裕二）                                                                            | |
| 第2回 | 2005年度 春 | エンジン（木村拓哉）                                                                                    | |
| 第3回 | 2005年度 秋 | 飛鳥へ、そしてまだ見ぬ子へ（稲垣吾郎）                                                                  | |
| 第4回 | 2006年度 春 | アテンションプリーズ （小泉孝太郎・上戸彩・錦戸亮） ブスの瞳に恋してる （蛯原友里・加藤成亮・稲垣吾郎） | 史上初の団体戦&稲垣は2005年秋に次ぐ連覇 |
| 第5回 | 2006年度 秋 | のだめカンタービレ （上野樹里、玉木宏、瑛太）                                                           | 得点が倍になるゴールデンアローがこの回・新登場。 更に沖縄との中継アーチェリーも実現!                                                             |
| 第6回 | 2007年度 秋 | 医龍-Team Medical Dragon 2- （坂口憲二、小池徹平ペア）                                                  | 1年ぶりの復活した。今回は2人1組のペアマッチ方式                                                                                                  |
| 第7回 | 2008年度 春 | 無理な恋愛 （堺正章、徳井義実、田中圭）                                                                 | 2007年春に新設される新企画の為、2006年秋を最後に 一旦終了したが新企画が余りにも体力の面で過酷だった 為にその回だけで終了となり2007年秋に再登場。 |

- 的の一番外側から中心に近づくにつれて、10点、30点、50点、100点、200点と点数が高くなる。
- 過去に200点の的に当てたのは、勝俣州和、織田裕二、玉木宏、稲垣吾郎、錦戸亮、小泉孝太郎、坂口憲二、堺正章、徳井義実、上野樹里、里田まいの過去11人だけである。

### スリッパ卓球
スリッパで卓球を行い、トーナメント戦で各チーム2組ずつ対戦し、ダブルス戦で戦うが、打順は関係なくどちらが打っても良い。サーブ権は交互で各試合の勝利チームに得点が入る。優勝したチームには100万円が贈呈される。スリッパ卓球の審判は青木史義が担当。

### ニャニャニャミュージック
チームの1名が丸台に立ち出題された楽曲を90秒間で「ニャニャニャ」のリズムで歌い、他のメンバーが楽曲のタイトルを当てる。当てたら他のメンバーと入れ替わり、パス有で最高曲数の1チームのみ得点が入る。

## 2001年
※ 太字で表示されているのが優勝チーム。

### 春の大会
- 番組タイトル:『笑っていいとも!春の祭典★スペシャル』
- 放送日:2001年3月26日月曜日
- 総合司会:森田一義、中居正広、山田花子
- 進行:西山喜久恵（フジテレビアナウンサー）
- アシスタント:「T3」小俣順一（コマ）、関根禎剛（サダ）、佐々木康雄（ヤスオ）

出演者
- 『ラブ・レボリューション』 - 江角マキコ、米倉涼子、藤木直人、押尾学、酒井美紀、山本圭壱、山崎銀之丞
- 『新・お水の花道』 - 財前直見、長嶋一茂、原沙知絵、真中瞳、戸田恵子
- 『ルーキー!』 - 堂本光一、内山理名、筧利夫、石原良純、山下真司、黒木瞳
- 『私を旅館に連れてって』 - 観月ありさ、矢田亜希子、金子賢、風間杜夫、浅野ゆう子
- 『ムコ殿』 - 長瀬智也、竹内結子、鈴木杏樹、段田安則、宇津井健
- 『笑っていいとも!』 - 橋田壽賀子、勝俣州和、安達祐実、篠原ともえ、岸田健作

コーナー
- 人間観察クイズ
- ご先祖さまはスゴイ人! インターナショナルSP
- ザ・定番ショー

トピックス
- ご先祖様は偉い人のご先祖様は「トーマス・エジソン」の子孫。
- 定番ショーにて「ドラえもんの道具の定番は?」と言う問題に対し黒木瞳がつえと解答、さらに「スマップの曲の定番は?」に関しては、段田は「すまん知らん」、宇津井は「ギブアップ」と答えられず。「なつかしギャグの定番」に関しては堂本光一は「スマイル戦士 音レンジャー」（かつてSMAPが『夢がMORI MORI』で扮したキャラクター「音松くん」名義でリリースしたシングルの曲名）と書いたりしていた。黒木は植木等の「およびでない」と回答していた。
- 視聴率は19.9%

### 秋の大会
- 番組タイトル:『笑っていいとも!秋の祭典★スペシャル』
- 放送日:2001年10月1日月曜日
- 総合司会：森田一義、中居正広、久本雅美
- 進行:深澤里奈（フジテレビアナウンサー※2004年1月に退社）
- アシスタント:「T3」小俣順一（コマ）、関根禎剛（サダ）、佐々木康雄（ヤスオ）

出演者
- 『アンティーク 〜西洋骨董洋菓子店〜』 - 滝沢秀明、椎名桔平、藤木直人、小雪、えなりかずき（※）、西野妙子
- 『さよなら、小津先生』 - 瀬戸朝香、西田尚美、京野ことみ、忍成修吾、小日向文世
- 『傷だらけのラブソング』 - 高橋克典、加藤あい、金子賢、畑野浩子、石原良純、川島なお美
- 『水曜日の情事』 - 本木雅弘、天海祐希、石田ひかり、原田泰造、谷原章介、伊東美咲
- 『スタアの恋』 - 藤原紀香、草彅剛、安西ひろこ、戸田恵子、筧利夫
- 『笑っていいとも!』 - 香取慎吾、柴田理恵、藤井隆、岸田健作

※番組途中に、プロ野球阪神×巨人「長嶋茂雄巨人軍監督勇退試合」ならびに「和田豊引退試合」の模様が数分挿入された（阪神甲子園球場・関西テレビ制作）。この番組の前の7時〜8時54分に放送し、当初予定していた『HEY!HEY!HEY! MUSIC CHAMP』スペシャルの中で放送する予定だった。
※えなりかずきは、当時17歳で労働基準法の関係で22時前に途中退席。
コーナー
- 早押しつながりクイズ
- いいともドラマ役名占いランキング
- 定番ショースペシャル

トピックス
- いいともドラマ役名占いランキングにて、運勢最下位の石原良純の役名坂井圭司を「茶菓子けいじ」と改名するよう言われた。
- 定番ショーにて「グッと来る女性のしぐさの定番」についてほかのメンバーが「髪をかきあげる」と書いたのに原田泰造が「かみ」と回答、これが認められず決勝進出出来ず。
- 「タモリの口癖の定番」については、半数以上がタモリが言わない「いいとも」だった。
- 『さよなら、小津先生』主演の田村正和と助演のユースケ・サンタマリアは番宣VTR以外での出演は無かった。なおドラマチームで主演が欠席したのは今回のこのドラマが初。
- 『スタアの恋』チームが優勝し、草彅剛がテーブルクロス引きに挑戦。見事クリアで、ボーナス賞金100万円を獲得した。
- 視聴率は16.0%

## 2002年

### 春の大会
- 番組タイトル:『笑っていいとも!春の祭典大スペシャル』
- 放送日:2002年4月8日月曜日
- 総合司会:森田一義、中居正広
- 進行:大坪千夏（フジテレビアナウンサー※2005年3月に退社）
- アシスタント:「T3」小俣順一（コマ）、関根禎剛（サダ）、佐々木康雄（ヤスオ）

出演者
- 『空から降る一億の星』 - 木村拓哉、深津絵里、井川遥、柴咲コウ
- 『整形美人。』 - 米倉涼子、椎名桔平、加藤晴彦、小西真奈美、菊池麻衣子
- 『春ランマン』 - 押尾学、ともさかりえ、北村一輝、辺見えみり、宮迫博之、池田真紀
- 『ウエディングプランナー SWEETデリバリー』 - ユースケ・サンタマリア、飯島直子、木村佳乃、妻夫木聡、伊藤歩
- 『ビッグマネー!〜浮世の沙汰は株しだい〜』 - 長瀬智也、長谷川京子、岡本綾、金子さやか、小日向文世
- 『笑っていいとも!』+『水10!』 - （※）爆笑問題（田中裕二・太田光）、ココリコ（遠藤章造・田中直樹）、ピーコ、岸田健作、政井マヤ（フジテレビアナウンサー）

（※）は定番ショー終了後から途中参加
コーナー
- 定番ショーSP
- 身内自慢早押しクイズこの人誰のそっくりさん
- 演技力にだまされるな利き人間番付スペシャル

トピックス
- OPの賞金説明のときに当時のアシスタント（いいとも青年隊）だったT3と一緒に木村がT4として出ていた。
- 中居が木村のドラマのタイトルを「空から降る星の…」と間違え、木村が中居に迫るシーンがあった、井川遙はドラマの宣伝部長に任命された。
- 宮迫が北村一輝のあだ名が「デミグラスソース」であると暴露、ユースケが喋ろうとした時に、CMに入った（テレビ朝日『虎の門』の「朝まで生どっち」の蛭子能収状態）になった。
- 身内自慢早押しクイズのVTRにキャイ〜ンが登場した後[11]、太田が「大坪さんの同棲相手」と発言。大坪アナは少し照れていた。またVTRに睨むように見ていた柴咲コウをMC2人が指摘したところ、視力が悪く、コンタクトをしていなかったからだと述べた。
- 『空から降る一億の星』の主演である明石家さんまは番宣VTR以外での出演は無かった。
- 『整形美人。』チームが優勝し、椎名桔平がテーブルクロスに挑戦し成功。
- 視聴率は20.5%（春・秋の祭典で視聴率が20%を越えたのは、「FNS番組対抗!なるほど!ザ・春秋の祭典スペシャル」時代の1994年秋（24.4%）以来実に7年半ぶりの快挙である）

### 秋の大会
- 番組タイトル:『笑っていいとも!秋の祭典大スペシャル』
- 放送日:2002年9月30日月曜日
- 総合司会:森田一義、中居正広
- 進行:深澤里奈（フジテレビアナウンサー※現在は退社）
- アシスタント:「T3」小俣順一（コマ）、関根禎剛（サダ）、佐々木康雄（ヤスオ）

出演者
- 『ホーム&アウェイ』 - （※）中山美穂、西田尚美、小泉孝太郎、酒井若菜
- 『ダブルスコア』 - 反町隆史、押尾学、須藤理彩、岡田義徳、石丸謙二郎
- 『アルジャーノンに花束を』 - ユースケ・サンタマリア、菅野美穂、吉沢悠、中島知子、榎本加奈子
- 『天才柳沢教授の生活』 - 国仲涼子、川原亜矢子、山口智充、佐藤隆太、戸田恵子、小日向文世、松原智恵子
- 『HR』 - 香取慎吾、酒井美紀、篠原涼子、中村獅童、小野武彦
- 『薔薇の十字架』 - （※）天海祐希、石田ゆり子、勝村政信、佐藤藍子、玉山鉄二、中尾ミエ
- 『笑っていいとも!』 - 爆笑問題（田中裕二・太田光）、おすぎとピーコ、坂下千里子、岸田健作

コーナー
- 定番ショーSP
- 何でもランキング!1位を当てちゃいけまテンSP
- 演技力にダマされるな利き人間番付SP

トピックス
- 本大会のみ唯一の計7チーム参加
- 定番ショーで中山美穂がドラマの撮影スタジオからの参加、その中継を担当した相川梨絵アナウンサーが、「ハーイフジテレビのミポリンこと相川梨絵でーす」と中山美穂本人の前で答えた。
- 『天才柳沢教授の生活』の主演である松本幸四郎は番宣VTR以外での出演は無かった。
- 『天才柳沢教授の生活』チームの戸田恵子は『HR』にも出演。
- 太田がピーコのことを「ピー太郎」と発言して、それを受けたピーコは激怒した。
- 1位を当てちゃいけまテンSPは、「過去10年のフジテレビの人気ドラマ瞬間最高視聴率ランキング（1992年～2002年）」。1位は『北の国から 2002遺言 前編』（2002年9月6日放送、瞬間最高視聴率は、45.6％）で、『ダブルスコア』チームが当ててしまい、罰ゲームでセンブリ茶を飲んだ。コーナー途中で、「ロングバケーション」のところが剥がれるハプニングが起きた。
- 視聴率は16.4%

## 2003年

### 春の大会
- 番組名:『笑っていいとも!春の祭典★スペシャル』
- 放送日:2003年4月7日月曜日
- 総合司会:森田一義、中居正広
- 進行:深澤里奈（フジテレビアナウンサー※現在は退社）
- アシスタント:「イワン&ジョン」イヴァン・ソーンツェフ（イワン）、ジョン・オコーナー（ジョン）

出演者
- 『東京ラブ・シネマ』 - 江口洋介、財前直見、伊東美咲、玉山鉄二、白石美帆
- 『顔』 - 仲間由紀恵、オダギリジョー、京野ことみ、海東健、品川祐
- 『マルサ!!東京国税局査察部』-江角マキコ、香川照之、（※）三宅健、永井大、池田真紀、東幹久
- 『ダイヤモンドガール』 - 観月ありさ、原沙知絵、谷原章介、勝村政信、濱田マリ
- 『ムコ殿2003』 - 長瀬智也、酒井法子、松下由樹、星野真里、篠原涼子
- 『笑っていいとも!』 - 爆笑問題（田中裕二・太田光）、おすぎとピーコ、石原良純

（※）途中参加
コーナー
- レッツできるかな!?
- 何でもランキング!1位を当てちゃいけまテン
- 見た目にダマされるな!きき人間番付

トピックス
- 「レッツできるかな!?」の途中から爆笑問題が参加し、太田光はテツandトモの真似した。チームのメンバーが早口言葉を言い終わり、ラストが太田光であり、ドラマチームの下ネタを2〜3回言い続けてから、早口言葉を言い成功となった。
- 「何でもランキング!1位を当てちゃいけまテン」のとき、過去のフジテレビドラマ主題歌売り上げベスト10のVTRを流し終わった後、武田鉄矢の「僕は死にまちぇん」、大泉逸郎の「孫」、「顔チーム」が必死に考えているときオダギリジョーに対して「ヘキサゴン」、フジテレビアニメ最高視聴率のときにも酒井法子に愛称のりぴーのこと「のれぺー」、過去に他局でやっていた「マイッチングマチ子先生」、タモリが玉山鉄二にタマちゃんと言うと「ハタケガワラのタネ」、整形美人が整形するのにかかった金額のときにもマイケル・ジャクソン、「見た目にダマされるな!きき人間番付」でも、海東健に「囲碁をやっていたを聞きましたが、今までに最高何枚ひっくり返したことがあるのか」、財前直見にも「財前教授のお父さんの名前を教えてください、コウジですと発言したあと、ウソー」、観月ありさに頭につけていたバンダナを「海賊をやられたりしたことがありますか?」と次々に発言していた。
- 2003年春クールをもって、水9ドラマ枠が廃止されたため、『水9』チームは今回が最後の出場となった。
- 『マルサ!!東京国税局査察部』チームが優勝し、江角マキコがテーブルクロスに挑戦し成功。
- 視聴率は16.9%

### 秋の大会
- 番組名:『笑っていいとも!秋の祭典★スペシャル』
- 放送日:2003年9月29日月曜日
- 総合司会:森田一義、中居正広
- 進行:梅津弥英子（フジテレビアナウンサー）
- アシスタント:「イワン&ジョン」イヴァン・ソーンツェフ（イワン）、ジョン・オコーナー（ジョン）

出演者
- 『ビギナー』 - （※）ミムラ、（※）オダギリジョー、（※）奥菜恵、我修院達也、横山めぐみ
- 『あなたの隣に誰かいる』-夏川結衣、ユースケ・サンタマリア、佐藤藍子、白石美帆、高知東生
- 『ハコイリムスメ!』 - 飯島直子、深田恭子、吉沢悠、玉山鉄二、勝村政信
- 『白い巨塔』-唐沢寿明、江口洋介、黒木瞳、伊藤英明、矢田亜希子
- 『笑う犬の太陽』 - ウッチャンナンチャン（内村光良・南原清隆）、ネプチューン（名倉潤・原田泰造・堀内健）、ベッキー
- 『笑っていいとも!』 - 爆笑問題（田中裕二・太田光）、山口智充、坂下千里子、プリンセス天功

（※）ドラマ撮影のため途中参加
コーナー
- なんでもランキング1位を当てちゃいけまテンSP
- ゲストは大事なお客様SP
- 伝言ゲーム擬音祭
- レッツバラけまショー

トピックス
- 『笑う犬』チームは南原以外が『笑う犬』でのコントキャラクターで参加。また『いいとも』以外のバラエティチームが単独チームとして参戦するのは今回が初。
- 太田光が冒頭で『白い巨塔』に対抗して「黒い巨根」と下ネタを、白い巨塔チームは苦笑い、後日東京スポーツに「太田スランプ!!ネタが浮かばない!」と掲載された。また、この回は太田の暴言が連発。いけまテンSPではダイエットした人に対し「刑務所から出所している」、大事なお客様SPにて、「我修院さんは記憶が消えちゃった」過去の失踪事件をちゃかしたネタを言ったり。擬音祭では口でコインの音のマネをしたプリンセス天功に対し、「馬鹿な引田天功」と発言、バラけまショーでは「私はアソコがかぶったのですが」と下ネタを言ったり、答えも「SMAP」→「江木俊夫」、タモリの番組→「タモリの味噌っ歯でゴメンネ」、メジャーリーガー→「パンチョ伊東」ギャグ→「坂口力」（当時）厚生大臣の頭などと答えた。
- その「バラけまショー」で「あなたの隣に誰かいる」と「いいとも」以外のチームは優勝する可能性が出てきた最終問題は「タモリの番組は?」を出題し、逆転出来ない「あなたの〜」のユースケは「阻止します。」と発言し「タモリ倶楽部」と解答し、「ハコイリ〜」と重複した。「ビギナー」は「春の祭典」と解答し、「ビギナー」は唯一の得点なら優勝だが、『白い巨塔』チームは『世にも奇妙な物語』を解答し優勝した。
- 田中裕二が中居の指の包帯に気づき「その指、どうしたの?」と尋ねた所、「草野球をやって骨折した」と初めて複雑骨折について明かした。
- 白い巨塔チームが優勝し、江口洋介がテーブルクロスに挑戦し成功。
- 視聴率は16.3%

## 2004年

### 春の大会
- 番組名：『笑っていいとも!満開 春の祭典スペシャル』
- 放送日:2004年4月12日月曜日
- 総合司会:森田一義、中居正広
- 進行:中野美奈子（フジテレビアナウンサー※現在は退社）
- アシスタント:「イワン&ジョン」イヴァン・ソーンツェフ（イワン）、ジョン・オコーナー（ジョン）

出演者
- 『愛し君へ』 - 菅野美穂、藤木直人、伊東美咲、森山未來、はなわ、泉谷しげる
- 『ワンダフルライフ』 - 反町隆史、長谷川京子、八嶋智人、堀内健、濱田マリ
- 『アットホーム・ダッド』 - 阿部寛、宮迫博之、篠原涼子、中島知子、永井大、川島なお美
- 『離婚弁護士』 - 天海祐希、玉山鉄二、ミムラ、佐々木蔵之介、陣内孝則、津川雅彦
- 『笑っていいとも!』 - 爆笑問題（田中裕二・太田光）、さまぁ〜ず（三村マサカズ・大竹一樹）、坂下千里子

コーナー
- 頭の体操パニック1ミニッツSP
- 演技ダウトJAPAN!!2004
- ニャニャニャミュージック
- あなたの（知ってるようで）知らない1位を当てちゃいけまテンSP
- ジェスチャゲームSPタイムisマネキン

トピックス
- 今大会から計5チームでの参加になる。
- 泉谷が大暴れをするが、中居が「お孫さんも見てるから」と言ったとたん泉谷がにこやかに笑うパターンが確立、この1連の流れは半年後の秋の祭典でも踏襲された。
- 八嶋が登場して時にただしゃべっただけで笑われ「ぜんぜん面白くないよ」と、激怒。その後タモリが「それじゃ八嶋君言ってみようか」と高橋克実のモノマネで披露した（『トリビアの泉 〜素晴らしきムダ知識〜』で言っていたこと）。
- 太田は「江角さんは国民年金を払ってない」と当時年金のCMに出演しながら年金未納が発覚した江角マキコ、大鶴義丹とマルシアが離婚する際に「マーちゃん、ごめんね」と次々に発言。
- 演技ダウトJAPAN!!2004にて、答えが反町隆史の理由に津川雅彦が「（本番前）反町君が、僕に挨拶してくれたから」といった。ミムラとさまぁ〜ずの三村マサカズが初共演、その感想を求められ「三村かよ!!」。
- 離婚弁護士チームが優勝し、玉山鉄二がテーブルクロスに挑戦するが失敗。
- 視聴率は17.4%

### 秋の大会
- 番組名:『笑っていいとも!2004秋の祭典★SP』
- 放送日:2004年10月4日月曜日
- 総合司会:森田一義、中居正広
- 進行:中野美奈子（フジテレビアナウンサー

※現在は退社）
- アシスタント:「イワン&ジョン」イヴァン・ソーンツェフ（イワン）、ジョン・オコーナー（ジョン）

出演者
- 『ラストクリスマス』 - 織田裕二、矢田亜希子、玉木宏、森山未來、片瀬那奈、MEGUMI、伊原剛志
- 『めだか』 - ミムラ、原田泰造、須藤理彩、瑛太、泉谷しげる、浅野ゆう子
- 『マザー&ラヴァー』 - 坂口憲二、篠原涼子、金子貴俊、矢沢心、水川あさみ、蛍原徹
- 『大奥 第一章』 - 松下由樹、高島礼子、瀬戸朝香、星野真里、京野ことみ、野波麻帆、木村多江
- 『笑っていいとも!』 - おすぎとピーコ、ガレッジセール（ゴリ・川田）、はしのえみ、勝俣州和

コーナー
- ニャニャニャものまね
- 演技ダウトJAPAN
- 初開催!いいともアーチェリー/初代王者は織田裕二
- あなたの（知ってるようで）知らない世界
- ジェスチャーげーむSPタイムisマネキン

トピックス
- いいともチームは爆笑問題が欠席。その代わりにおすぎとピーコが登場。
- 水川あさみのお題『仮面ライダー』がウルトラマン、ジャイアント馬場なのにアントニオ猪木のものまねをしていた。篠原涼子が、中居君のマイクが臭いから」発言。その後『大奥』チームとのやり取りの時に、タモリが「（中居のところ）がネズミ臭い」と茶化していた。
- 演技ダウトJAPAN坂口憲二の犬が懐かないハプニングが起きた。
- いいともアーチェリーにて、タモリが「いいとも!!」という所を間違って「アーチェリー」と言ってしまい、自分のセリフをとられた中居は、「大会」とすかさずフォロー、これらのやり取りは、その週の「笑っていいとも!増刊号」にて本番が終わってから中居がタモリにダメ出しを行ったことを明かした。また、タモリがマイクを使ってほら貝の音を出す仕草を行い、一部での好評を受けて翌年の第2回大会以降でもタモリは尺八を吹く格好でほら貝の音を出すマネを行うのがお決まりになっている。
- 最終ゲーム「ジェスチャーげーむSPタイムisマネキン」前までは「ラストクリスマス」チームがトップだった為、1問正解で100点加算することになった為、電光掲示板の最高得点が999点しか出ず、最終結果では司会者がモニターを観ながら得点発表した。
- ラストクリスマスチームが優勝し、織田裕二がテーブルクロスに挑戦するが失敗。
- 蛍原徹が出ていると気づき、笑っていいとも!チームがいじっていた。
- 平均視聴率は18.5%

## 2005年

### 春の大会
- 番組名:『笑っていいとも!05春の祭典★SP』
- 放送日:2005年4月11日月曜日
- 総合司会:森田一義、中居正広
- 進行:中野美奈子（フジテレビアナウンサー ※現在は退社）
- アシスタント:「イワン&ジョン」イヴァン・ソーンツェフ（イワン）、ジョン・オコーナー（ジョン）

出演者
- 『エンジン』 - 木村拓哉、小雪、堺雅人、岡本綾、上野樹里、原田芳雄
- 『離婚弁護士II〜ハンサムウーマン〜』 - 天海祐希、瀬戸朝香、玉山鉄二、佐々木蔵之介、片瀬那奈、戸田恵子
- 『曲がり角の彼女』 - 稲森いずみ、釈由美子、青木さやか、石川亜沙美、三浦理恵子、川島なお美
- 『恋におちたら〜僕の成功の秘密〜』 - 草彅剛、堤真一、松下奈緒、木村佳乃、山本耕史、和久井映見
- 『笑っていいとも!』 - 爆笑問題（田中裕二・太田光）、石原良純、山口智充、小倉優子

コーナー
- ポッポッポものまね
- 個性爆発バラバラチョイス
- 第2回いいともアーチェリー/2代目王者は木村拓哉
- あなたの（知ってるようで）知らない世界
- 春満開お見立てジェスチャー

トピックス
- 青木さやかをいじってる時、爆笑問題の太田が中居のオシリを触った。その後、太田は安田大サーカスのクロちゃんやホリが木村の真似をするときに使うフレーズ「おい!待てよ」を喋ってものまねをしたりしていた。
- 『恋におちたら〜僕の成功の秘密〜』のドラマの内容について、中居が草彅の演じる役柄から「剛君がホリエモンの役」と、当時ニッポン放送買収騒動で話題になっていた堀江貴文の名前を挙げた。その後、タモリが「今ヤバイ時期だから」と発言していた。
- ポッポッポものまねでは、小雪がアンガールズ、松下奈緒が（コマネチを知らなかったのか）ビートたけし、小倉優子が村上ショージを知らなかったことが判明した。太田光が座る際に、お客さんに向けて座っていた。
- バラバラチョイスにて、早々に失格した出演者が待機する失格者ゾーンにて勝手に脱出出来ない様、センサーが作られた（山口が口で音を出してるものだが）その後木村が失格した際、2回ほどゾーンからはみ出してしまい警報器が鳴ってしまった。問題では、「今日の祭典出演者」という問題では、太田がタモリのことを「イグアナ」と書いたり（当然アウト）、「3画の漢字」では木村佳乃が自分の字でもある「乃」を3画だと思っていたり（本当は2画）。最終問題の「SMAP」では、上野樹里が中居の字を「中井?さん」と間違える解答が発生した。
- 「あなたの（知ってるようで）知らない世界」のときに中居が木村拓哉の名前を「きむらたくだ」と噛む。また、木村拓哉が「ラブシーン」のスペルを間違えたり、堤真一が「俺童貞だから」と発言し、木村佳乃はかつて中川家の中川礼二とのラブシーンを断った過去があるのに「誰でもOK」と回答していた（ただし、ラブシーンを断ったのは事務所サイドであり、木村本人が断ったかどうかは不明）
- ラストゲームでは、曲がり角の彼女がゲームを行う際、テロップがボーナスゲームの表示に変わってしまい、一度ストップしてしまうハプニングが起きた。しかし、すかさず中居がアイドルターンを披露して誤魔化した。
- 曲がり角の彼女チームが優勝し、稲森いずみがテーブルクロスに挑戦し成功。
- 視聴率は21.0%
- 離婚弁護士が番組史上初の2度目の出演を果たす。

### 秋の大会
- 番組名:『笑っていいとも!2005秋の祭典SP』
- 放送日:2005年10月3日（月曜日）
- 総合司会:森田一義、中居正広
- 進行:中野美奈子（フジテレビアナウンサー  ※現在は退社）
- アシスタント:「イワン&ジョン」イヴァン・ソーンツェフ（イワン）、ジョン・オコーナー（ジョン）

出演者
- 『危険なアネキ』 - 伊東美咲、森山未來、高嶋政伸、釈由美子、城咲仁、平岡祐太
- 『1リットルの涙』 - 沢尻エリカ、陣内孝則、薬師丸ひろ子、錦戸亮、松山ケンイチ
- 『鬼嫁日記』 - 観月ありさ、ゴリ、永井大、滝沢沙織、井上和香、東幹久
- 『大奥〜華の乱〜』 - 内山理名、藤原紀香、谷原章介、小池栄子、中山忍
- 『飛鳥へ、そしてまだ見ぬ子へ』 - 稲垣吾郎、紺野まひる、佐藤仁美、生田斗真、いしだあゆみ
- 『笑っていいとも!』 - 爆笑問題（田中裕二・太田光）、ピーコ、石原良純、川田（ガレッジセール）、坂下千里子

コーナー
- 目指せ!達筆王（第1回秋の芸能界・達筆王座決定戦）
- あなたの知ってるようで（知らない）ぴったり21
- いいともアーチェリー（3回目優勝は稲垣吾郎）

トピックス
- 従来だと月9ドラマ（10月クール）スタートの前週に放送されるが、この週に稲垣吾郎主演の特番ドラマ『飛鳥へ、そしてまだ見ぬ子へ』を放送する為、月9ドラマスタートの2週間前（前々週）に放送される。新ドラマとの番組宣伝及び開始時期との調整をしているので、1週早めて放送される。
- オープニングで「笑っていいとも!」チームが両手を挙げ飛び跳ねながら登場。太田光が「どうも電車男です」と挨拶。
- 書道家の森大衛がゴールデンタイム初出演。
- ぴったり21では、あるテーマに沿った10人の芸能人（10匹の犬）が実際に登場して、彼らのデータに関するベスト10を当てていく方式であった。その中で外国人タレント10名が登場した際には、かつていいともレギュラーであったランディ・マッスルが久々に登場。当時と同じ、天の声の吹き替えに合わせて身振り手振りを行う芸を披露した。
- いいともアーチェリーでは、太田光が挑戦するもまったく得点が入らなかった。また、タモリが伊東美咲を見て目線を合わせてしまい、「ほら貝の物真似」を忘れてしまう程デレていた。
- お見立てジェスチャーでは、川田広樹が「能」というお題を「熊」と読み違えて、熊のジェスチャーをするという事態が起きた。
- 1リットルの涙チームが優勝し、陣内孝則がテーブルクロスを挑戦し成功。
- 関東地区の平均視聴率は16.7%

## 2006年

### 春の大会
- 番組名:『笑っていいとも!2006春の祭典SP』
- 放送日:2006年4月10日月曜日（関東地方での再放送は4月29日土曜日）
- 総合司会:森田一義、中居正広
- 進行:中野美奈子（フジテレビアナウンサー ※現在は退社）
- アシスタント:「まこと&かずき」植野堀まこと、村中かずき

出演者
- 『トップキャスター』 - 天海祐希、矢田亜希子、玉木宏、松下奈緒、谷原章介、松田翔太
- 『アテンションプリーズ』 - 上戸彩、錦戸亮、相武紗季、上原美佐、小泉孝太郎、真矢みき
- 『ブスの瞳に恋してる』 - 稲垣吾郎、村上知子（森三中）、蛯原友里、加藤成亮、MEGUMI、井川遥
- 『医龍-Team Medical Dragon-』 - 坂口憲二、稲森いずみ、小池徹平、北村一輝、水川あさみ
- 『笑っていいとも!』 - 爆笑問題（田中裕二・太田光）、石原良純、青木さやか、南海キャンディーズ（山ちゃん、しずちゃん）

コーナー
- 脳トレじゃんけん ワザと負け
- 失敗しないオトコ選び!!オンナもいるよスペシャル
- 第4回いいともアーチェリー 史上初！団体決戦
- タイトルコールものまね

トピックス
- 「いいとも!アーチェリー」は各チームの代表者が3投で得点を競う個人戦から各チーム代表3人が1人1投・計3投で得点を競う団体戦へと変わった。
- 「失敗しない〜」では2問出題（1問目は、登場した芸人10人の中から、住んでいる家の家賃が最も高い人を選んだらアウト。2問目は、出演者の中から選ばれた10人の中で、携帯電話のメモリー登録件数が最も多い1人を選んだらアウト。）。1問目では、次長課長、オリエンタルラジオなどが出演したが、爆笑問題の太田光が、「パッション屋良さん」といってしまったため、次長課長に「（スタジオに）いないので」と突っ込まれていた。
- 太田光が冒頭に、「医龍チーム」のプレートを何故か持っており、坂口憲二に無理やり「笑っていいとも!チーム」のプレートを持たされていた。
- アテンションプリーズチームが優勝し、錦戸亮がテーブルクロスを挑戦するが失敗。
- 視聴率は過去最高の21.3%

### 秋の大会
- 番組名:『笑っていいとも!2006秋の祭典SP』
- 放送日:2006年10月7日土曜日（関東地方での再放送は11月25日土曜日）※初の土曜日（土曜プレミアム枠内）での放送。理由は10月9日（月曜日）夜9時にドラマレジェンドスペシャル 『古畑任三郎 VS SMAP』を放送することが決まった為である。
- 実質上、「ゴールデン洋画劇場」時代から同時ネットだったテレビ大分が退いた後の「土曜プレミアム」の初回となり、司会者が登場するシーンで簡易的に「土曜プレミアム」の表示出しとなった。
- 総合司会:森田一義、中居正広
- 進行:中野美奈子&斉藤舞子（フジテレビアナウンサー/春秋祭、史上初のダブルアシスタント）
- アシスタント:「まこと&かずき」植野堀まこと、村中かずき

出演者
- 『のだめカンタービレ』 - 上野樹里、竹中直人、玉木宏、瑛太、水川あさみ、小出恵介
- 『役者魂!』 - 松たか子、藤田まこと、森山未來、香川照之、加藤ローサ
- 『僕の歩く道』 - 草彅剛、香里奈、小日向文世、佐々木蔵之介、本仮屋ユイカ、MEGUMI
- 『Dr.コトー診療所2006』 - 泉谷しげる、筧利夫、堺雅人、（※吉岡秀隆、蒼井優、時任三郎、桜井幸子、大森南朋）
- 『笑っていいとも!』 - 爆笑問題（田中裕二・太田光）、ガレッジセール（ゴリ・川田）、青木さやか、劇団ひとり

※ 与那国島から中継で出演。
コーナー
- タイトルコールものまね
- なんでもランキング!1位をあてちゃいけまテン 秋の祭典スペシャル
- いいとも!アーチェリー
- ちょい不良オヤジコンテスト秋の祭典スペシャル
- ペアdeジェスチャー

トピックス
- オープニングで太田光が出てくるなり『Dr.コトー診療所2006』チームに乱入、泉谷をいじった。直後に泉谷が『笑っていいとも!』チームに入り、太田と泉谷の立場が逆転して混乱を招いた。
- 「なんでもランキング!1位をあてちゃいけまテン」は、2006年春の「ぴったり21」同様、実際に登場した10人に関するランキングを出題（1問目は若手芸人10人の1ヶ月の携帯料金ランキング。2問目は今回の出演者の中から選ばれた10人の、姓名判断による運勢ランキング）。特に1問目では、ペナルティ、アンガールズらに混じって、ロンドンブーツ1号2号が『ザ・ベストハウス123』の宣伝も兼ねて登場。
- 「いいとも!アーチェリー」は2006年春同様、各チーム代表3人が1人1投・計3投で得点を競う団体戦。但し、得点が倍になる「ゴールデンアロー」が1投だけ使えるルールが追加された。
- 『Dr.コトー診療所2006』に出演している蒼井優は沖縄のロケ地に設けられた特設会場でアーチェリーを開催。いいとも!アーチェリーが史上初めて外へ飛び出した。
- 「ちょい不良オヤジコンテスト」は、各チームの代表者1人（主に30代以上の男性。竹中直人、藤田まこと、小日向文世、泉谷しげる、劇団ひとり）が、ちょい不良オヤジの姿に扮して、グラスをレーンの上で滑らせ、先にいる金髪美女により近い場所で止める。
- 役者魂!チームの藤田まことは通常の『笑っていいとも!』には一度も出演したことがない。
- 『のだめカンタービレ』チームが2490点で優勝、上野樹里がテーブルクロス引きに挑戦し成功。
- 平均視聴率は14.3%（ビデオリサーチ関東地区調べ）
- なお、クロスネット局のテレビ宮崎は同時ネット、テレビ大分では、今までのフジ系21時枠が、日テレ系列の番組に切り替わったため、14日に遅れ放送をとった。そのため、「のだめカンタービレ」は2008年1月5日の「土曜プレミアム」枠で放送された。

## 2007年

### 春の大会
- 番組名:『笑っていいとも!2007春の祭典SP』
- 放送日:2007年4月9日月曜日（関東地方での再放送は5月12日土曜日）
- 総合司会:森田一義、中居正広
- 進行:渡辺和洋（フジテレビアナウンサー/春秋祭、史上初の男性アナのアシスタント）
- アシスタント:「まこと&かずき」植野堀まこと、村中かずき

出演者
- 『プロポーズ大作戦』 - 山下智久、長澤まさみ、榮倉奈々、平岡祐太、濱田岳、藤木直人
- 『花嫁とパパ』 - 石原さとみ、田口淳之介、白石美帆、滝沢沙織、西原亜希、浅野和之
- 『鬼嫁日記 いい湯だな』 - 観月ありさ、ゴリ、蛯原友里、川島なお美、高知東生、加藤茶
- 『わたしたちの教科書』 - 菅野美穂、伊藤淳史、谷原章介、真木よう子、水嶋ヒロ、風吹ジュン
- 『LIAR GAME』 - 戸田恵梨香、松田翔太、吉瀬美智子、岩佐真悠子、坂本真、和田聰宏
- 『笑っていいとも!』 - 爆笑問題（田中裕二・太田光）、川田（ガレッジセール）、ほしのあき、オリエンタルラジオ（中田敦彦・藤森慎吾）

コーナー
- ニャーニャーミュージック
- なんでもランキング!1位をあてちゃいけまテン 春の祭典スペシャル
- 笑ってWiiとも！タイトルマッチ
- ジェスチャー・タイム IS マネキン

トピックス
- タイトルマッチでタモリがレニー・ハート風の巻き舌で選手紹介をしていたが徐々に疲れ声に。
- タイトルマッチの試合中に、熱中した菅野美穂の衣装の胸の部分が段々とずり下がり、あわや胸が見えてしまいそうになるというハプニングが起こった。周りの指摘により本人が気付き、事なきを得る。
- 平均視聴率は16.5%（関東地区・ビデオリサーチ調べ）
- いいとも!チームが放送直後から独走状態となり、中居から「空気を読んでください」と忠告されていた。
- いいとも!チームがジェスチャーで気を遣いわざと4問しか正解しなかった（問題自体最も難しいものだった）ことにより、花嫁とパパチームが僅差で優勝。しかしテーブルクロス引きは失敗に終わり、負けチームに20万円ずつ分けられる結果に終わる。（いいともチームを優勝させない姿勢に対し、爆笑問題の太田は「1度くらい優勝してもいいと思うんだよね」と自身のラジオ番組で話していた。しかし、番組自体が終了してしまった為、いいとも!チームは1度も優勝する事はなかった。）

### 秋の大会
- 番組名:『笑っていいとも!2007秋の祭典SP』
- 放送日:2007年10月1日月曜日（関東地区は12月1日土曜日13:30 - 15:55再放送）
- 総合司会:森田一義、中居正広
- 進行:渡辺和洋（フジテレビアナウンサー）
- アシスタント:「まこと&かずき」植野堀まこと、村中かずき

出演者
- 『ガリレオ』 - 福山雅治、柴咲コウ、北村一輝、品川祐、林剛史、真矢みき
- 『暴れん坊ママ』 - 上戸彩、大泉洋、ともさかりえ、東幹久、日村勇紀、岡江久美子
- 『スワンの馬鹿! 〜こづかい3万円の恋〜』 - 上川隆也、成宮寛貴、劇団ひとり、梶原善、芦名星、森口瑤子
- 『医龍-Team Medical Dragon 2-』 - 坂口憲二、小池徹平、水川あさみ、池田鉄洋、大塚寧々
- 『SP』 - 岡田准一、堤真一、真木よう子、松尾諭、神尾佑、平田敦子
- 『笑っていいとも!』 - 爆笑問題（田中裕二・太田光）、庄司智春（相方の品川祐は、「ガリレオ」チームに所属）、タカアンドトシ（タカ・トシ）、柳原可奈子

コーナー
- スリッパ卓球 / 福山が優勝
- 人間プロファイリングQはめこみナンバーズ 秋の祭典スペシャル
- 第6回いいともアーチェリー 2007秋の陣
- 力いっぱいタイトルコール!女優握力選手

トピックス
- 今回の大会は「いいともアーチェリー」終了時点でトップのチームと最下位のチームの得点差が130点と近年の大会では稀にみる大接戦となったが、「医龍-Team Medical Dragon 2-」チームがなんとかトップの座を守りきり優勝した。しかし、テーブルクロス引きでは失敗。
- 本来は内田有紀（医龍-Team Medical Dragon 2-チーム）も参加する予定だったが、体調を崩したため欠席した。
- 北村一輝は同時期に「医龍-Team Medical Dragon 2-」にも前作と同じ役でゲスト出演していたため、ここでは「ガリレオ」チームとして出場。
- 2006年春の祭典に続いて太田光が冒頭に、「医龍チーム」→「医龍-Team Medical Dragon 2-チーム」のプレートを何故か持っており、坂口憲二に無理やり「笑っていいとも!チーム」のプレートを持たせていた。更にその後、太田は司会者の2人に「見所は?って聞いてもらえませんか?」と尋ね、中居が「見所は?」と尋ねると太田は「特にありません」と沢尻エリカのものまねをして答え、会場を大爆笑の渦に巻き込んだ（その時、相方の田中や品川庄司の庄司に突っ込まれていた）。
- 平均視聴率は17.7%（関東地区・ビデオリサーチ調べ）。

## 2008年

### 春の大会
- 番組名:『笑っていいとも!2008春の祭典SP』
- 放送日:2008年4月7日月曜日（関東地区は5月17日土曜日15:30 - 17:30再放送）
- 総合司会:森田一義、中居正広
- 進行:斉藤舞子（フジテレビアナウンサー・東京でのアシスタントは初めて）
- アシスタント:「リン・ナオミ」リン（鈴木凛）、ナオミ（渡辺直美）

出演者
- 『CHANGE』 - 木村拓哉、深津絵里、加藤ローサ、寺尾聰、伊東四朗、阿部寛
- 『絶対彼氏〜完全無欠の恋人ロボット〜』 - 速水もこみち、水嶋ヒロ、相武紗季、中村俊介、佐々木蔵之介、真矢みき
- 『無理な恋愛』 - 堺正章、夏川結衣、チュートリアル（徳井義実・福田充徳）、田中圭、夏木マリ
- 『ラスト・フレンズ』 - 長澤まさみ、上野樹里、瑛太、水川あさみ、錦戸亮
- 『ハチワンダイバー』 - 溝端淳平、仲里依紗、サンドウィッチマン（伊達みきお・富澤たけし）、安田美沙子、木下優樹菜
- 『笑っていいとも!』 - 爆笑問題（田中裕二・太田光）、タカアンドトシ（タカ・トシ）、千原ジュニア、里田まい

コーナー
- いいともライム
- 平均台ボウリング（再放送では放送せず）
- いいともアーチェリー / 勝者は無理な恋愛チーム…堺正章が400点、徳井が200点
- 「ドンぴしゃプライベート算」春の祭典スペシャル
- 俺の音を聞け

トピックス
- オープニングで太田が堺正章に「僕は猪八戒として来ました」と言い、また「（いいともチームも）ドラマチーム」とボケた太田は中居に「どんなドラマか」聞かれると「田中主演の『玉のない花屋』。」と答えていた。
- 「ドンぴしゃプライベート算」でも俳優5人の「何円おごったか」の問いに、太田は水嶋に「劇団におごっている」や堺に対しても「岸部シローさんを養っている」と予想した。
- 「女優の握力は?」では、夏川結衣の握力予想が「18」「25」と低かったが、実際は30.6。
- いいともライムで千原ジュニアがなかなか答えを出せなかった。
- いいともライムでの「無理な恋愛」チームは、堺が『大人の事情』（この時、テレビ東京の『カラオケ★バトル』に出演していた）でおらず、トップバッターは夏川結衣だった。最初の「鮭」というお題に迷い、「シャ、シャケがシャケった!」と、パニックになってしまった。二順目の「ネギ」では、「ネ…ネギ…ネギ!?」と、またもやパニックに陥ってしまい、そこでタイムアップ。
- 平均台ボウリングでは、CHANGEチームが1位。無理な恋愛チームは、堺の2回しか入らなかった。
- いいともアーチェリー恒例であるタモリの法螺貝の声真似が今回も行われたが、弓を射るタイミングとずれることが何度かあった。
- 中居はトシに対して終始「カッパ」ネタで振っていた。
- 「無理な恋愛」チームの堺正章とタモリはかつて同じ事務所の所属であって、この2人が共演と言うのは近年稀少なことであった。
- 溝端淳平が自宅のオートロックが壊れたというエピソードを話した為、以降中居は溝端に対して「オートロック」ネタで振っていた。上野樹里は、ボーイッシュな役柄が抜け切らないのか、いいともライムや平均台ボウリングのコーナーでは熱中するあまり、言動が男っぽくなるところが見られた為、中居にいじられていた。また、恒例の後輩の錦戸に対するいじりも見られた。
- 『無理な恋愛』チームはいいともアーチェリーでチュートリアルの徳井が高得点を出したが、田中圭はうまくいかず、「徳井さんは演技もうまいし、かっこいいし、全部持っていかれているんですよ!」と悔しさをあらわにした。堺はゴールデンアローを使用したが100点（200点）エリアか200点（400点）エリアかでVTR判定が必要になる程に微妙な位置にゴールデンアローが刺さった。この事に一部の視聴者からも「丸の境界線を付けたら良いのに」と要望が出る。又、里田まいが女性史上初の200点者となった。
- 芸人が前に出にくい雰囲気であるが、爆笑問題やサンドウィッチマンがところどころで笑いを取っていた。とりわけサンドは以前番組で共演した速水もこみちとからんだり、チームも優勝したCHANGEチームと接戦を演ずるなど健闘した。また、番組ではいじられなかったが、歴代のM-1王者が同クールのドラマ出演者側で共演するという滅多に見られない現象が起きている。
- 「俺の音を聞け!」では、またもCHANGEチームが1位。無理な恋愛チーム・夏川結衣は、「ぼりぼり」と「すぽっ」の擬音語を担当した。女優としての演技力が試された場面であった。
- 優勝は序盤から終始リードしていたCHANGEチーム（最後はハチワンチームと接戦と成ったが逃げ切った）。木村がテーブルクロス引きに挑戦し、成功。
- ラストゲームで野放ししダラダラした関係か、いつも恒例のコール「ドラマを見てくれるかな?いいとも!」コールを出来ず終了となってしまった。
- 平均視聴率は15.1%（関東地区・ビデオリサーチ調べ）。

### 秋の大会
- 番組名:『笑っていいとも!2008秋の祭典SP』
- 放送予定:2008年10月6日月曜日（関東地区は11月29日土曜日13:30 - 15:26再放送）
- 総合司会:森田一義、中居正広
- 進行:平井理央（フジテレビアナウンサー、本祭典のアシスタント担当は初めて）
- アシスタント:「リン・ナオミ」リン（鈴木凛）、ナオミ（渡辺直美）

出演者
- 『イノセント・ラヴ』 - 堀北真希、北川悠仁、香椎由宇、成宮寛貴、内田有紀
- 『セレブと貧乏太郎』 - 上戸彩、上地雄輔、国仲涼子、山下真司、風間杜夫
- 『チーム・バチスタの栄光』 - 伊藤淳史、仲村トオル、城田優、宮川大輔、釈由美子
- 『風のガーデン』 - 黒木メイサ、石田えり、伊藤蘭、布施博、ガッツ石松
- 『Room Of King』 - 水嶋ヒロ、鈴木杏、井川遥、板尾創路（130R）、渡部篤郎
- 『笑っていいとも!』 - 久本雅美、タカアンドトシ（タカ・トシ）、DAIGO（BREAKERZ）、南明奈

コーナー
- SPEED アンリミテッド
- ザ・定番ショー スペシャル
- ニャニャニャミュージック（再放送では放送されなかった。）
- ウソ演技を見破れ!
- あっちむいてホイ クライマックスシリーズ

トピックス
- 爆笑問題は基本的に参加予定だが、日本テレビの『太田光の私が総理大臣になったら…秘書田中。』の収録と被るため、2004年秋以来2度目の欠席。
- 『風のガーデン』主演の中井貴一は番宣VTR以外での出演は無かった。なおドラマチームで主演が欠席した例は現時点でこのドラマが最後となっている。
- 優勝したイノセント・ラヴチームの北川はテーブルクロス引きに挑戦し、失敗。他の5チームに20万円ずつ山分けとなった。
- 平均視聴率は15.1%（関東地区・ビデオリサーチ調べ）。

## 2009年

### 春の大会
- 番組名:『笑っていいとも!2009春の祭典 豪華ダジャレなぞなぞ笑撃映像SP』
- 放送日:2009年4月13日月曜日（関東地区は5月2日土曜日13:30 - 15:56再放送）
- 総合司会:森田一義、中居正広
- 進行:平井理央（当時 フジテレビアナウンサー）
- アシスタント:「リン・ナオミ」リン（鈴木凛）、ナオミ（渡辺直美）

出演者
- 『婚カツ!』 - 上戸彩、佐藤隆太、釈由美子、谷原章介、上田竜也（KAT-TUN）、田中要次
- 『アタシんちの男子』 - 堀北真希、向井理、山本裕典、瀬戸康史、つるの剛士、岡田義徳、山本耕史
- 『白い春』 - 阿部寛、吉高由里子、遠藤雄弥、紺野まひる、デビット伊東、白石美帆、遠藤憲一
- 『BOSS』 - 天海祐希、竹野内豊、戸田恵梨香、溝端淳平、ケンドーコバヤシ、温水洋一、玉山鉄二
- 『魔女裁判』 - 生田斗真、加藤あい、比嘉愛未、石田ゆり子、末永遥、松本じゅん
- 『笑っていいとも!』 - 爆笑問題（田中裕二・太田光）、さまぁ〜ず（大竹一樹・三村マサカズ）、石原良純、里田まい、DAIGO

コーナー
- 早押し!ドラマチック ダジャレなぞQ

芸能人がなぞなぞをVTRで出題する早押しクイズ。答えはその芸能人の名前をもじった物。VTRナレーターは田中真弓。なぞなぞ問題のVTR出演は、オードリー、はるな愛、三田村邦彦、ルー大柴、狩野英孝、ダチョウ倶楽部、劇団ひとり、中尾明慶、石田純一、梅宮辰夫、小日向文世、吉瀬美智子、岡山智樹、日村勇紀（バナナマン）、南野陽子、板東英二、東国原英夫、森三中、ピーコ、オリエンタルラジオ、タカアンドトシ、柴田理恵、エド・はるみ、ジョイマン、山本小鉄。
- ドキドキウォール 絵心リレー
- この似顔絵 だれ描いてんの!?
- ボーナスチャンス いいともアーチェリー

これまでの2001年秋の回から続いたテーブルクロス引きを止め、代わって名物コーナーのアーチェリーに変え、風船の的を射抜けばボーナス獲得となった。
トピックス
- 番組開始当初から2008年秋の大会まで、タモリと総合司会していた中居正広は『婚カツ!』チームで出演するため、初めてタモリが単独総合司会となる予定だったが、オープニング部分で『婚カツ!』チームとして登場したところをタモリに引っ張り出され、結局中居も司会をすることになった。その為か、中居にスペードの名札はついていなかった。
- オープニングで、平井アナら出演者や観客も、中居に司会をさせるように手を上げ、太田光が「（観客も）ダチョウ倶楽部みたいだ」と述べた。
- 『白い春』のヒロイン・大橋のぞみ（9歳）は労働基準法の関係で出演できず、等身大パネルでの登場となった。
- 中居が同じ『婚カツ!』チームの佐藤隆太を、佐藤の主演ドラマや主演映画にたとえ『ROOKIES』と呼んでいた。また中居は、上田竜也を出演当時の所属グループ名『KAT-TUN』で呼んでいた。
- 太田光が松本潤を「マツジュン」と呼び、機嫌を伺った。
- 『なぞQ』で三村マサカズが答えた際、中居から「ここ大喜利やる所じゃないんで…」と注意された。
- タモリのアーチェリー恒例・法螺貝は1回のみだった。理由は自身の高齢化の為。
- いいともチームからは、タカアンドトシ、劇団ひとり、草彅剛、オリエンタルラジオらがなぞQVTR出題者として出演した。
- 視聴率は13.9%（関東地区・ビデオリサーチ調べ）。この時間帯の最高視聴率はTBSの「月曜ゴールデン」の16.0%。だが、翌日からTBSは2日続けてゴールデン帯が1桁になってしまった。
- 再放送ではオープニング冒頭での「笑っていいとも!」チームのメンバー紹介はなかった。

### 秋の大会
- 番組名：『笑っていいとも!秋の祭典スターの運勢占うぞSP』
- 放送日：2009年10月12日月曜日
- 総合司会：森田一義、中居正広
- 進行:加藤綾子（当時フジテレビアナウンサー、本祭典のアシスタント担当は初めて）
- アシスタント:「リン・ナオミ」リン（鈴木凛）、ナオミ（渡辺直美）

出演者
- 『東京DOGS』 - 小栗旬、水嶋ヒロ、吉高由里子、勝地涼、東幹久、臼田あさ美
- 『ライアーゲーム シーズン2』 - 戸田恵梨香、松田翔太、鈴木浩介、広田レオナ
- 『リアル・クローズ』 - 香里奈、加藤夏希、IMALU、小泉孝太郎、（※）黒木瞳
- 『不毛地帯』 - 唐沢寿明、小雪、天海祐希、和久井映見、阿部サダヲ、柳葉敏郎
- 『笑っていいとも!』 - 爆笑問題（田中裕二・太田光）、田村亮（ロンドンブーツ1号2号）、DAIGO、オードリー（若林正恭・春日俊彰）、はいだしょうこ

（※）マカオロケのため、途中参加
コーナー
- タイトルコールものまね
- 占い結果 1位を当てちゃいけまテン!
- スターの気まずい瞬間 ドラマで再現SP
- にやめっこ

トピックス
- 本来割り当てられるはずだった「土曜ドラマ」チームは、海外ドラマの『ターミネーター サラ・コナー・クロニクルズ』が割り当てられたため、出場チームが1つ減った。5チームで行われるのは2006年秋の大会以来のことである。
- 「リアル・クローズ」チームの黒木瞳が途中参加するためその間は等身大パネルで登場した。
- 「タイトルコールものまね」において、天海がサルのまねをししばし、笑いの種にされた。
- 「占い結果」の手相診断において天海が一位、顔相診断では太田が一位となった。
  - 広田が天海に対し「婚期逃してる」と言ったため、天海の顔が引きつり、「なんだって」と広田に怒った。
  - 太田の顔写真を自由奔放に顔相診断士が落書きをした挙句なかなか司会者の言うことを聞かなかった。
- 広田が生放送中、トイレに行っていることを戸田が発言した。
- スターの気まずい瞬間 「いいとも!」チームの1本目はドラマで再現SPに「いいとも!」新レギュラーのベッキーがVTR出演した。祭典の生放送に出演しなかったのは「月光音楽団」の収録があるため。また、2本目は「いいとも!」ではなく、「ライアーゲーム シーズン2」の前に放送した「オトメン（乙男）〜秋〜」の出演者・スタッフが手がけたVTRを紹介した。「リアル・クローズ」では収録スタジオのTMC レモンスタジオにある喫茶店のマスターを紹介。VTR明けにタモリもそのマスターのことを話した。ちなみに、客席の票を集計するときのBGMにテレビアニメ『ゼロの使い魔〜双月の騎士〜』のエンディングテーマ「スキ? キライ!? スキ!!!」のインストが使われた。
- 『にやめっこ』において戸田恵梨香vs香里奈の戦いが女優同士ということもあり白熱し、スタジオにとてつもない緊張感が張りつめた。
  - 最終的には時間がなく一回きりの勝負であとはくじ引きで決めた。
- 優勝したリアル・クローズチームの香里奈はテーブルクロス引きに挑戦したが、失敗。他のチームに25万円ずつの山分けとなった。
- 今回は占いが中心だった為にアーチェリーは春同様にタモリの高齢化に伴い法螺貝なしでアーチェリー自体も無かった。
- 視聴率は歴代最低記録を更新し、13.3%（関東地区・ビデオリサーチ調べ）だった。

## 同時期に放送された類似番組
当番組のバラエティチームは『笑っていいとも!』のみだが、2009年の『FNSの日 26時間テレビ』では、『クイズ!ヘキサゴンII』『はねるのトびら』『爆笑レッドカーペット』のバラエティ番組3チームでヘキサゴン主体の『番組対抗クイズパレード!!26時間テレビスペシャル』が行われ、同年12月15日には『カスペ!』枠で『ヘキサゴン』『レッドカーペット』『めざましテレビ』『ザ・ベストハウス123』『爆笑レッドシアター』の5番組6チーム（ヘキサゴンは2班に分割）の番組対抗特番『FNS人気番組対抗!オールスタークイズ』が放送された。

## 主要スタッフ

### 2009年・秋 時点
- 構成：鈴木おさむ（2001春 - ）、樋口卓治（2002秋）、小野高義（2002秋 - ）、都築浩、酒井健作、大平尚志 ほか
- スーパーバイザー：高平哲郎（2001春 - ）／鶴間政行、板坂尚（鶴間・板坂→2001春 - は構成）
- プロデューサー：北口富紀子（2002春は制作進行、2002秋 - はAP）
- 演出：金子傑（2003春 - 、2001春,2002春,秋はディレクター）
- チーフプロデューサー：石井浩二（2001春 - はディレクター→プロデューサー、2006秋 - ）
- 制作：港浩一、和田行（和田→2002春,秋はドラマプロデューサー）
- 制作協力：田辺エージェンシー、ジャニーズ事務所、NET WEB
- 制作：フジテレビバラエティ制作センター
- 制作著作：フジテレビ

### 過去
- 構成：舘川範雄（2001春 - ）、永井準（2001春 - 2003春）、榊暁彦、横山雄一郎（共に2002秋）、渡辺鐘、福田雄一（共に2003春 - ）、長谷川朝二（2003秋 - ）、松井洋介（2003秋）、渡辺真也、金森直哉（共に2004春 - ）、酒井健作、大平カンフー（共に2005秋）
- TP：佐藤五十一（2001春）、馬場直幸（2004春）
- TD：佐々木信一（2001春 - ）
- SW：大嶋徹（2001春 - 2002春）、島田祐司（2002秋 - 、2001秋はVE）、上村克志（2003秋,2005秋、2004春 - 2005春はSubSW）、佐々木信一（2004春 - 2005春はTD兼務）
- CAM：菅野恒雄（2001春 - 2003秋）、小林知司（2004春,2005春）、寺本和美（2004秋,2005秋）
- VE(2001秋 - )：竹内貴志（2002春,2003秋 - ）、梶川辰雄（2002秋）、青山修司（2003春）、古川毅（2005春）
- AUD：斉藤哲史（2001春 - ）
- PA：外崎光一（2001春 - 2004春）、吉竹新（2004秋 - ）
- SLOW(2005秋)：菅谷恵子（2005秋）
- 照明：岸本直樹（2001春 - ）
- 動画ファイル：井上陽介（2001春 - 2002春,2004春）、小幡成樹（2003春）、大西幸二（2003秋）
- スペシャルDVE：佐藤光雄（2001春）
- 編集：坂本貴志（2001春）、木村秀雄（2001秋）、三沢祐大（2002春,2003春,2004春 - ）、三ツ井章文（2002秋,2003秋）
- MA：佐藤浩二（2001春 - 2002秋）、高橋誠一郎（2003春 - 2004秋,2005秋）、内田昭弘（2005春）
- 音響効果：藁谷良雄（2001春 - ）、小堀一（2004春 - ）
- システム(2001秋 - )：恵喜成（2001秋 - ）、板谷恒一（2004春）
- CG技術(2004秋)：田淵昌樹（2004秋）
- 美術制作：小林剛浩（2001春）、井上明裕（2001秋 - ）
- デザイン：棈木陽次（2001春 - ）
- 美術進行：伊藤則緒（2001春 - ）
- 大道具：多田文彦（2001春 - 2005春）、岩崎隆史（2005秋）
- メカアート(2005秋)：福田隆正（2005秋）
- アートフレーム：神崎祐樹（2001春）、佐藤信廣（2001秋）、菅沼和海（2002春 - ）
- 装飾：古橋智子（2001春 - ）
- 持道具：土屋洋子（2001春,2003春,2005春 - ）、網野高久（2001秋 - 2002秋,2003秋 - 2004秋）
- 衣裳：寺田泉（2001春 - 2002秋）、神波憲人（2003春）、染谷好美（2003秋 - 2005春）、珍田愉華（2005秋）
- メイク：田代典子（2001春）、佐藤恭子（2001秋 - 2003春）、松本吉枝（2003秋 - ）
- 視覚効果：藤本茂（2001春 - 2004春,2005秋）、高橋信一（2004秋）、中山信男（2005春）
- 電飾：田中信太郎（2001春,秋）、照喜名紀央（2002春,秋,2003秋,2004秋,2005春）、岸和幸（2003春,2004春）、宇塚敏明（2005秋）
- 生花装飾(2005秋)：山寺由美（2005秋）
- 造園(2005秋)：佐川只由（2005秋）
- アクリル装飾：木村敏和（2001春 - ）
- 特殊美術：横山公一（2001春）
- タイトル：高柳義信（2001春 - 2003春）、佐々木千代乃（2003秋 - ）
- CG：岡本英士（2001春 - ）、瀬井貴之（2004秋）、改裕介（2004秋 - ）、徳永晶子（2005春）、小島伸夫（2005秋）、Lefty's（2001秋 - 2002秋）、ピボット（2004秋,2005春）、パークグラフィックス（2005秋）
- マルチ：丸山明道（2001春）、MB（2001秋 - 2002秋,2003秋）、東京チューブ（2004春 - ）
- 協力：共同テレビ（2001春 - ）、サークル（2004春 - ）
- ドラマプロデューサー(2001秋 - 2003春)
  - 2001秋：高井一郎、関口静夫（共同テレビ）、三宅喜重（関西テレビ）、永山耕三、岩田祐二（共同テレビ）
  - 2002春：高井一郎、小岩井宏悦、安藤和久（関西テレビ）、杉尾敦弘
  - 2002秋：高井一郎、小椋久雄（共同テレビ）、安藤和久（関西テレビ）、喜多麗子、土屋健
  - 2003春：中島久美子、高橋萬彦、安藤和久（関西テレビ）、稲田秀樹（共同テレビ）、栗原美和子
- 協力プロデューサー(2003秋 - )
  - 2003秋：山口雅俊、鈴木吉弘、三宅喜重（関西テレビ）、高橋萬彦、高橋正秀
  - 2004春：小椋久雄（共同テレビ）、安藤和久（関西テレビ）、長部聡介
  - 2004秋：現王園佳正、高橋萬彦、安藤和久（関西テレビ）、林徹
  - 2005春：岩田祐二（共同テレビ）、長部聡介、吉條英希（関西テレビ）、現王園佳正
  - 2005秋：後藤博幸（共同テレビ）、貸川聡子（共同テレビ）、安藤和久（関西テレビ）、保原賢一郎、鈴木吉弘
- 広報：中島良明（2001春）、川口誠（2001秋 - 2002春）、田川龍介（2002秋,2003春）、小中ももこ（2003秋 - 、2003春は編成）
- 連絡：小林琴美（2001春 - ）、鈴木優子（2001秋）、渡辺庸子（2002春）、長友里香（2002秋 - 2003秋）、林田直子（2004春 - ）
- TK：平井冴子（2001春 - ）、山口奈保美（2001春）
- FD：西村宗範（2001秋,2002春）、杉原裕一（2005秋）
- 編成(2002秋 - )：荒井昭博（2002秋 - 2005春、2001春,秋はプロデューサー、2002春はチーフプロデューサー）、出澤真理子（2003秋,2004春）、浜野貴敏（2004春 - 、2001春はFD、2001秋 - 2002秋はディレクター）
- ディレクター：吉澤聡史（2001春 - ）、徳光芳文、金子剛（共に2001春）、河井二郎（2001秋 - 、2001春はFD）、伊戸川俊伸（2002春 - 2004秋、2001春,秋は演出）、黒木彰一（2002秋 - 、2001秋 - 2002春は制作進行）、亀高美智子（2003春）、伊藤征章、渡辺琢、小仲正重（共に2003春 - 2005春）、明松功（2003秋 - ）、熊澤美麗（2003秋,2005秋、2001秋 - 2003春はFD）、小松純也（2004秋、2002秋 - 2004春はPD）、澤田親宏（2005春 - ）、松村耕平（2005秋、2004秋,2005春はFD）
- AP(2002秋 - )：春名剛生（2003春 - ）、門澤清太（2005秋）
- 制作進行(2001秋 - )：印田弘幸（2002春,2003春 - 、2001春,秋はディレクター、2002秋は演出）
- 制作プロデューサー：及川俊明（2001春 - ）、原田冬彦（2002春,秋、2001春はディレクター、2001秋は制作進行）
- 演出：清水泰貴（2002春,秋は演出、2001春,2003春,2004春 - はディレクター）、出口敬生（2003秋 - はディレクター）、宮崎鉄平（2004春 - はディレクター）、飯村徹郎
- プロデューサー：坪田譲治（2002秋 - 2006春、2001春 - 2002春は演出）
- 制作：大多亮（2004春は協力プロデューサー）
- 制作協力：関西テレビ（2001年秋・阪神対巨人戦中継挿入）、沖縄テレビ（2006年春・沖縄中継）